# Suurepsi
Suurepsi (Duits: Surepse) is een plaats in de Estlandse gemeente Hiiumaa, provincie Hiiumaa. De plaats heeft de status van dorp (Estisch: küla).
Suurepsi lag tot in oktober 2013 in de gemeente Kõrgessaare, daarna tot in oktober 2017 in de gemeente Hiiu en sindsdien in de fusiegemeente Hiiumaa.

## Bevolking
De ontwikkeling van het aantal inwoners blijkt uit het volgende staatje:
| Jaar            | 2000 | 2011 | 2021 |
| --------------- | ---- | ---- | ---- |
| Aantal inwoners | 3    | 4    | 6    |

## Ligging
De plaats ligt aan de noordkust van het schiereiland Kõpu. De kuststrook hoort bij het natuurreservaat Kõpu looduskaitseala.

## Geschiedenis
Het dorp stond bekend onder verschillende namen: Surpex Jurgen in 1564, Swre bäckz by of Surpexby in 1565 (by is Zweeds voor ‘’dorp’), Suripeks in 1798. Het lag op het landgoed van Kõrgessaare. Rond 1950 werd Suurepsi samengevoegd met het buurdorp Mägipe. In 1997 werden de beide dorpen weer uit elkaar gehaald.